# 西念寺 (新宿区)
西念寺（さいねんじ）は、東京都新宿区若葉に所在する浄土宗の寺院。専称山安養院西念寺。徳川家康の譜代家臣で徳川十六神将に数えられる服部正成（半蔵）が開基した寺として知られる。同寺は服部氏の菩提寺であり、正成をはじめ服部一族の墳墓が存在する。また、正成が守役を務めた徳川家康の長男・信康のために彼が建てたとされる供養塔が現存している。

## 概要
西念寺の所在する若葉二丁目地域は、JR中央線四ツ谷駅から、新宿通り（甲州街道）沿いに約300m西進すると同通りの左手一帯の閑静な住宅街であるが、江戸時代には伊賀町と呼ばれ徳川家に仕えた伊賀衆の組屋敷があった。同寺開基の服部正成はこの伊賀同心200人・与力30騎からなる伊賀衆の組頭であったとされる。また、同寺から新宿通りを逆に都心方向に東上すると服部正成にちなみ命名されたという、旧江戸城（現皇居）半蔵門に達する。

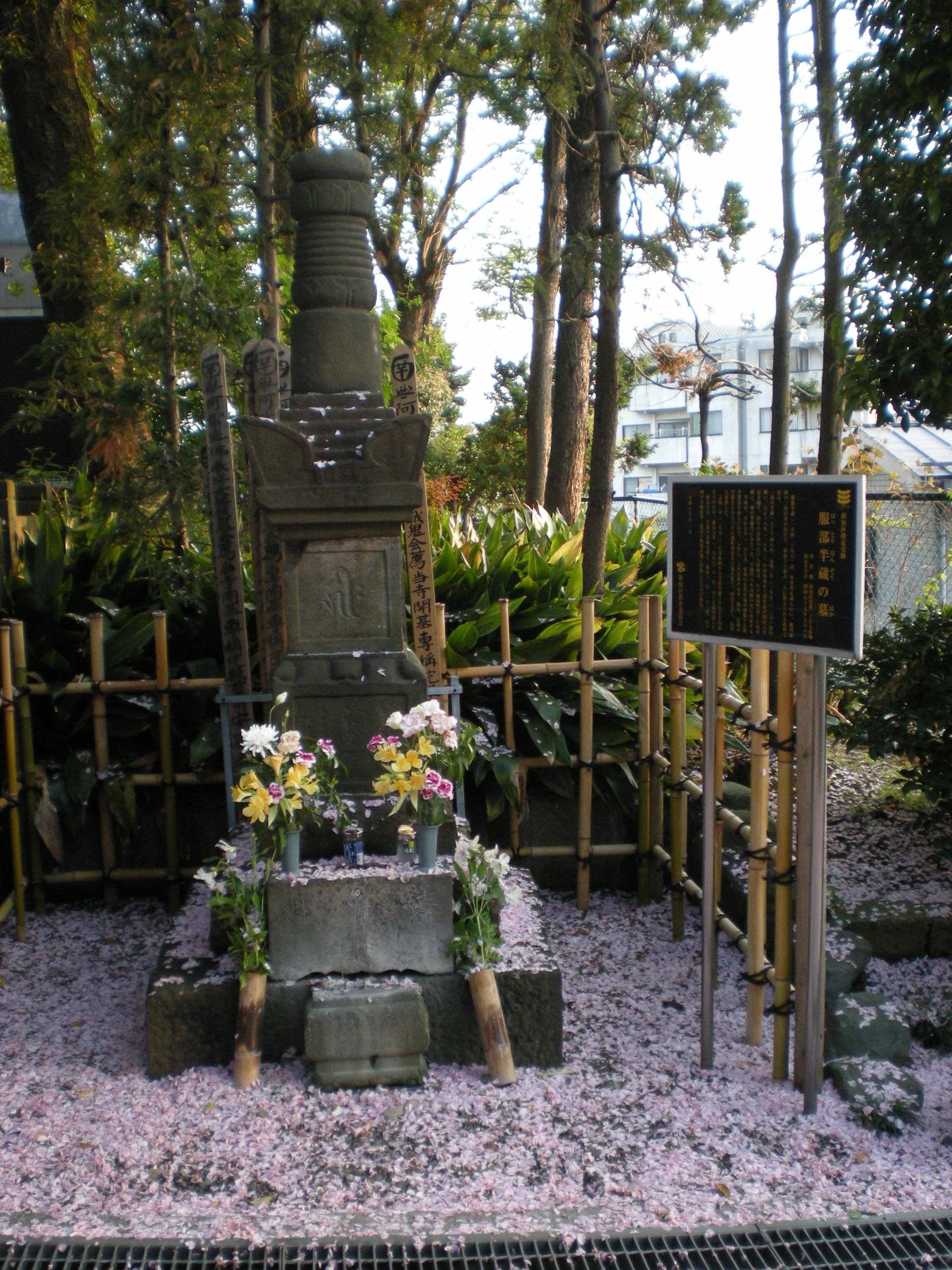
服部半蔵正成の墓

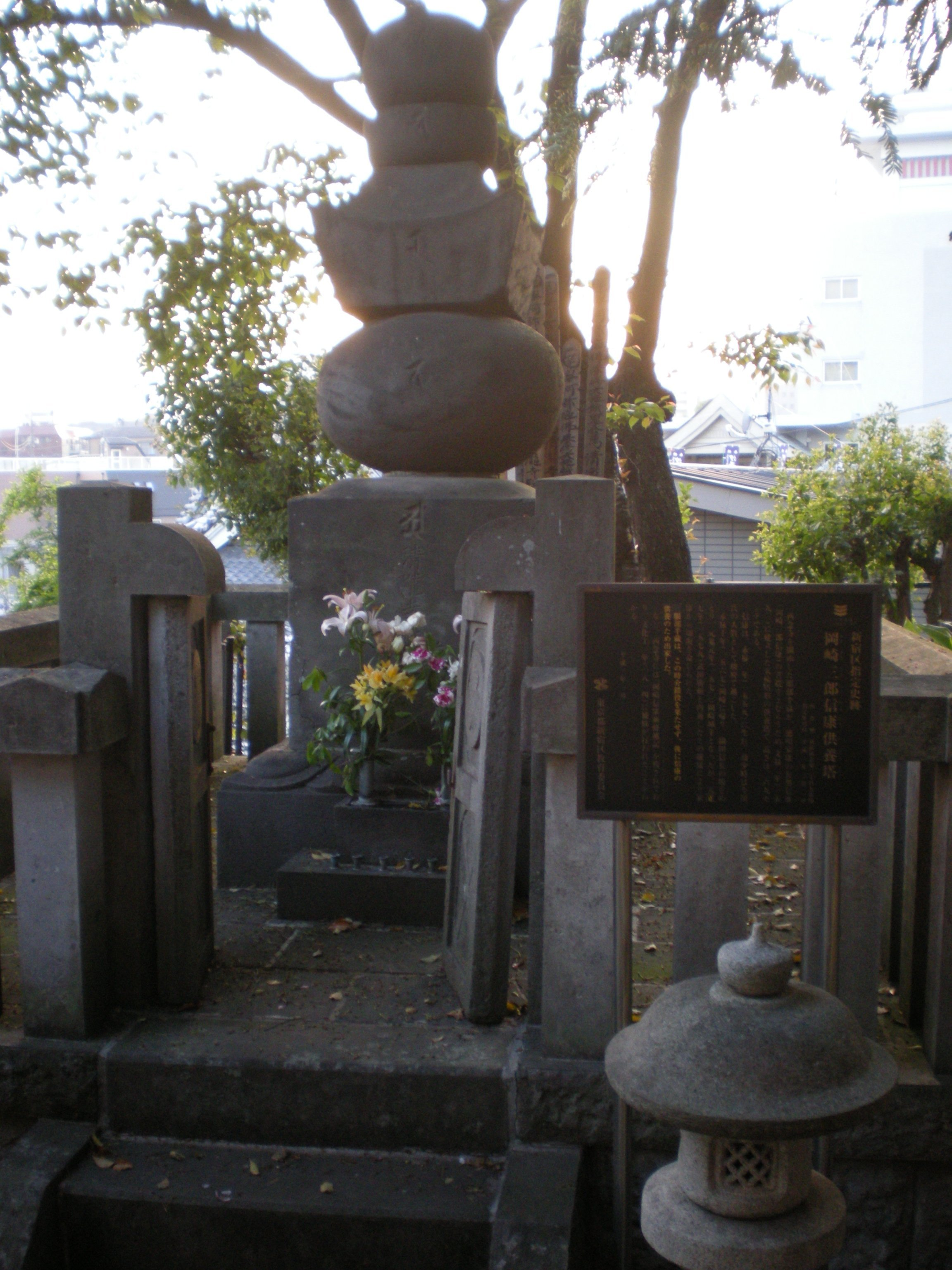
松平信康の供養塔

西念寺は徳川氏が江戸に入封して間もない1594年（文禄3年）に、服部正成が江戸麹町の清水谷（現在の千代田区紀尾井町清水谷公園付近）にその前身である庵（安養院）を創建したことに始まる。正成は、かつて非業の死を遂げた信康の慰霊のために出家入道して西念と号し、安養院に供養塔を建ててその菩提を弔いつつ余生を過ごした。そして、1596年（慶長元年）の死後には法名・専称院殿安譽西念大禅定門と追号されて同庵に葬られた。
その後、安養院は周辺に江戸城拡張工事が及んだために、1634年（寛永11年）ごろに現在地に移転、寺院として新築されたとする。現在の西念寺の山号・寺名は彼の法名に因む。

## 史跡・指定文化財
- 徳川（松平）信康供養塔：新宿区指定史跡。現在の本堂右脇の裏手にあり、三葉葵紋の石扉を有する玉垣内の大きな五輪塔（石塔）、正面に「清瀧寺殿前三州達岩善通大居士」の刻銘がある。新宿区教育委員会が設置した「岡崎三郎信康供養塔」の説明板がある。
- 服部半蔵正成墓：新宿区指定史跡。同寺墓地入口すぐ左手にある大きな宝篋印塔（石塔）で「安誉西念大禅定門」・「慶長元年丙申霜月十四日」と刻銘されており、新宿区教育委員会が設置した「服部半蔵の墓」の説明板がある。
- 服部半蔵の持槍：新宿区登録有形文化財。同寺には「槍の半蔵」[注釈 2]と異名された服部正成が浜松城で家康より拝領したと伝わる槍を寺宝として所蔵している。この槍はかつて一間半（約2.6m）程あったというが、現在は欠けて短くなっている。

## 交通
- JR中央線・JR総武線、東京メトロ丸ノ内線四ツ谷駅より徒歩7分（経路案内）。